# Райозерский сельский совет (Оржицкий район)
Райозерский сельский совет (укр. Райозерська сільська рада) — входит в состав
Оржицкого района
Полтавской области
Украины.
Административный центр сельского совета находится в 
с. Райозеро.

## Населённые пункты совета
- с. Райозеро
- с. Полуниевка

## Ликвидированные населённые пункты совета
- с. Ивахненки
- с. Сауловка